# Heterodon bryoides
Heterodon bryoides là một loài Rêu trong họ Fissidentaceae. Loài này được (Hedw.) Raf. mô tả khoa học đầu tiên năm 1808.